# Bóng bàn tại Đại hội Thể thao Đông Nam Á 2015
Bóng bàn tại Đại hội Thể thao Đông Nam Á năm 2015 diễn ra từ ngày 1 đến ngày 8 tháng 6 năm 2015 tại Singapore Indoor Stadium, khu Kallang, Singapore. Chương trình thi đấu bao gồm bảy nội dung: đơn nam, đơn nữ, đôi nam, đôi nữ, đôi nam–nữ (mixed doubles), đồng đội nam và đồng đội nữ.
Đoàn chủ nhà Singapore tiếp tục thể hiện thế mạnh của mình tại môn bóng bàn khi giành tới 6 huy chương vàng, xếp thứ nhất toàn đoàn.

## Quốc gia tham dự
Có tổng cộng 67 vận động viên đến từ 9 quốc gia tranh tài môn bóng bàn:
- Campuchia (5)
- Indonesia (8)
- Lào (6)
- Malaysia (8)
- Myanmar (5)
- Philippines (5)
- Singapore (10)
- Thái Lan (10)
- Việt Nam (10)

## Lịch trình thi đấu
Dưới đây là lịch trình thi đấu môn bóng bàn tại Đại hội Thể thao Đông Nam Á 2015
| P | Vòng loại | R16 | Vòng 1/8 | ¼ | Tứ kết | ½ | Bán kết | F | Chung kết |

| Nội dung↓/Ngày→ | 1/6 | 1/6 | 2/6 | 2/6 | 3/6 | 3/6 | 3/6 | 4/6 | 4/6 | 4/6 | 5/6 | 6/6 | 7/6 | 8/6 | 8/6 |
| --------------- | --- | --- | --- | --- | --- | --- | --- | --- | --- | --- | --- | --- | --- | --- | --- |
| Đơn nam         | P   | P   | P   | P   | P   | P   | P   | P   | ½   | F   |     |     |     |     |     |
| Đơn nữ          |     |     | P   | P   | P   | P   | P   | P   | ½   | F   |     |     |     |     |     |
| Đôi nam         | R16 | ¼   | ½   | F   |     |     |     |     |     |     |     |     |     |     |     |
| Đôi nữ          | R16 | ¼   | ½   | F   |     |     |     |     |     |     |     |     |     |     |     |
| Đồng đội nam    |     |     |     |     |     |     |     |     |     |     |     | P   | P   | ½   | F   |
| Đồng đội nữ     |     |     |     |     |     |     |     |     |     |     |     | P   | P   | ½   | F   |
| Đôi nam nữ      | R16 | R16 |     |     | ¼   | ½   | F   |     |     |     |     |     |     |     |     |

## Tóm tắt kết quả
| Đơn nam      | Gao Ning · Singapore                                                                  | Richard Gonzales · Philippines                                                                                    | Chew Zhe Yu Clarence · Singapore                                                                               |  |  |  |
| Đơn nam      | Gao Ning · Singapore                                                                  | Richard Gonzales · Philippines                                                                                    | Padasak Tanviriyavechakul · Thái Lan                                                                           |  |  |  |
| Đôi nam      | Singapore (SIN) · Gao Ning · Li Hu                                                    | Thái Lan (THA) · Padasak Tanviriyavechakul · Chanakarn Udomsilp                                                   | Singapore (SIN) · Chen Feng · Chew Zhe Yu Clarence                                                             |  |  |  |
| Đôi nam      | Singapore (SIN) · Gao Ning · Li Hu                                                    | Thái Lan (THA) · Padasak Tanviriyavechakul · Chanakarn Udomsilp                                                   | Việt Nam (VIE) · Trần Tuấn Quỳnh · Nguyễn Anh Tú                                                               |  |  |  |
| Đồng đội nam | Singapore (SIN) · Chen Feng · Chew Zhe Yu Clarence · Gao Ning · Li Hu · Yang Zi       | Việt Nam (VIE) · Đinh Quang Linh · Dương Văn Nam · Lê Tiến Đạt · Nguyễn Anh Tú · Trần Tuấn Quỳnh                  | Indonesia (INA) · Akhmad Dahlan Haruri · Gilang Maulana · Gilang Ramadhan · Ficky Supit Santoso                |  |  |  |
| Đồng đội nam | Singapore (SIN) · Chen Feng · Chew Zhe Yu Clarence · Gao Ning · Li Hu · Yang Zi       | Việt Nam (VIE) · Đinh Quang Linh · Dương Văn Nam · Lê Tiến Đạt · Nguyễn Anh Tú · Trần Tuấn Quỳnh                  | Malaysia (MAS) · Muhd Shakirin Ibrahim · Leong Chee Feng · Muhamad A. H.Muhamad R. · Wong Chun Cheun           |  |  |  |
|              |                                                                                       | | |  |  |  |
| Đơn nữ       | Suthasini Sawettabut · Thái Lan                                                       | Ng Sock Khim · Malaysia                                                                                           | Nguyễn Thị Nga · Việt Nam                                                                                      |  |  |  |
| Đơn nữ       | Suthasini Sawettabut · Thái Lan                                                       | Ng Sock Khim · Malaysia                                                                                           | Mai Hoàng Mỹ Trang · Việt Nam                                                                                  |  |  |  |
| Đôi nữ       | Singapore (SIN) · Lin Ye · Zhou Yihan                                                 | Singapore (SIN) · Feng Tianwei · Yu Mengyu                                                                        | Malaysia (MAS) · Ho Ying · Lee Rou You                                                                         |  |  |  |
| Đôi nữ       | Singapore (SIN) · Lin Ye · Zhou Yihan                                                 | Singapore (SIN) · Feng Tianwei · Yu Mengyu                                                                        | Thái Lan (THA) · Nanthana Komwong · Suthasini Sawettabut                                                       |  |  |  |
| Đồng đội nữ  | Singapore (SIN) · Feng Tianwei · Li Si Yun Isabelle · Lin Ye · Yu Mengyu · Zhou Yihan | Thái Lan (THA) · Tamolwan Khetkhuan · Nanthana Komwong · Piyaporn Pannak · Orawan Paranang · Suthasini Sawettabut | Malaysia (MAS) · Ho Ying · Lee Rou You · Ng Sock Khim · Angeline Tang An Qi                                    |  |  |  |
| Đồng đội nữ  | Singapore (SIN) · Feng Tianwei · Li Si Yun Isabelle · Lin Ye · Yu Mengyu · Zhou Yihan | Thái Lan (THA) · Tamolwan Khetkhuan · Nanthana Komwong · Piyaporn Pannak · Orawan Paranang · Suthasini Sawettabut | Việt Nam (VIE) · Mai Hoàng Mỹ Trang · Nguyễn Thị Nga · Pham Thi Thien Kim · Phan Hoàng Tường Giang · Vũ Thị Hà |  |  |  |
|              |                                                                                       | | |  |  |  |
| Đôi nam nữ   | Singapore (SIN) · Yang Zi · Yu Mengyu                                                 | Thái Lan (THA) · Padasak Tanviriyavechakul · Suthasini Sawettabut                                                 | Singapore (SIN) · Li Hu · Zhou Yihan                                                                           |  |  |  |
| Đôi nam nữ   | Singapore (SIN) · Yang Zi · Yu Mengyu                                                 | Thái Lan (THA) · Padasak Tanviriyavechakul · Suthasini Sawettabut                                                 | Việt Nam (VIE) · Đinh Quang Linh · Mai Hoàng Mỹ Trang                                                          |  |  |  |

## Bảng huy chương
| Hạng               | Đoàn               | Vàng | Bạc | Đồng | Tổng số |
| ------------------ | ------------------ | ---- | --- | ---- | ------- |
| 1                  | Singapore (SIN)    | 6    | 1   | 3    | 10      |
| 2                  | Thái Lan (THA)     | 1    | 3   | 2    | 6       |
| 3                  | Việt Nam (VIE)     | 0    | 1   | 5    | 6       |
| 4                  | Malaysia (MAS)     | 0    | 1   | 3    | 4       |
| 5                  | Philippines (PHI)  | 0    | 1   | 0    | 1       |
| 6                  | Indonesia (INA)    | 0    | 0   | 1    | 1       |
| Tổng số (6 đơn vị) | Tổng số (6 đơn vị) | 7    | 7   | 14   | 28      |